# ويليام ألسويرث فيشر
ويليام ألسويرث فيشر (بالإنجليزية: William Ellsworth Fisher)‏ هو مهندس معماري أمريكي، ولد في 1871، وتوفي في 1937.